# فرودگاه آبی فورت سینت جیمز (استوارت ریور)
فرودگاه آبی فورت سینت جیمز (استوارت ریور) (به انگلیسی: Fort St. James/Stuart River Water Aerodrome) یک فرودگاه خصوصی است که یک باند فرود آب دارد. این فرودگاه در کشور کانادا قرار دارد و در ارتفاع ۷۱۰ متری از سطح دریا واقع شده است.